# Riacho Tatú Piré
El Riacho Tatú Piré es un curso de agua que nace al noreste de la Laguna Yema y luego de recorrer 250 km., desemboca en el Riacho Monte Lindo Grande. Su curso es meandroso, suave en sus nacientes y con meandros muy marcados e irregulares en las cercanías de su desembocadura.
- Datos: Q16625282